# تيدينيت

آلة موسيقية موريتانية

التدينيت هي آلة عزف موسيقية موريتانية يستخدمها الرجل وهي كالعود ولها أربعة أوتار أو خمسة وأضاف لها شيحنا ولد أباشة وترا سادسا.

## الأجزاء
وتتكون هذه الآلة من الأجزاء التالية:
- القدح أو ب الحسانية الكدحة: وهو مقطوع من جذع شجرة تسمى محليا آدرس أو قد تكون من آمور وهو شجر الغضي ويكون على شكل بيضوي ومجوف وكلما زاد حجمه زاد صوت الآلة.
- الجنبة: أو الجل أو الجلد بالعربية: ويكون من جلد البقر أو الإبل ويغطي القدح
- لخراب: تكون على أطراف ظهر القدح، يربطها العازف بحبل رقيق أو خيط يلفه حول رقبته.
- لوتاد: وهي أعواد صغيرة تساعد على تثبيت الجلد على القدح.
- أسيور " أو السيور: وهي عبارة عن خيوط تصنع كذلك من الجلد وتساعد على تثبيت الأوتار على.
- الأوتار: وكانت في الأصل تأخذ من شعر ذيول الخيل أما في يومنا هذا فتستخدم خيوط النايلون مثل التي توجد في صنارة الصيد البسيطة، والأوتار أربعة أو خمسة وهي إما أوتار طويلة وهي لمهار أو الأمهار؛ ومفردها مهر والتشبطن ومفردها التاشبط وهي الأوتار القصيرة.
- العود: وهو عصى التيدنيت ويأخذ من شجرة سانغو أو شجرة آمور (الغضي) آنفة الذكر وتثبت علية السيور ويعزف عليه باليد اليسرى.
- التامونانت أو الصيدح: وتستحدم لرفع الأوتار عن بعضها البعض وكذلك لرفعها عن الجلد.
- الفم: فتحة شبه مستديرة الشكل تكون في الجنبة عند النهاية.
- القشوة: هي قطعة نحاسية، توضع عند نهاية طرف العود المعاكس «للفم» لتجميل شكل الآلة وتساعد أيضا في تضخيم الصوت.
- الحربة: توضع على القشوة ولها عند أطرافها أسلاك حديدية، تساهم أيضا في تضخيم الصوت وضبط الإيقاع.
- السلاسل: توضع تحت الأوتار، على الجنبة وتربط أطرافها ب«لخراب» وهي كالحربة تساعد في تضخيم الأصوات الإيقاعية وتزيد من هارمونيا المعزوفات الموسيقية.